# Emerich Angerer
Emerich Josef Angerer (* 20. Oktober 1891 in Marchegg; † 4. Oktober 1966 in Villach) war ein österreichischer Tischlermeister und Politiker.

## Leben
Emerich Josef Angerer war der Sohn des Beamten der öst.-ung. Staatseisenbahn Emerich Georg Angerer (* 17. Oktober 1863) und dessen Ehefrau Aloisia Helena geb. Brischar (* 2. August 1866).
Emerich besuchte die Volks- und Bürgerschule und die Höhere Staatsgewerbeschule mit Matura in Wien. Er wurde technischer Beamter und leistete ab 1914 Kriegsdienst. 1915 wurde er verwundet. Er machte eine Tischlerlehre und war ab 1920 Tischlermeister in Villach. Er war Mitglied des Handels- und Gewerbebundes (Hagebund), Bezirksgruppenobmann, Ortsgruppenobmann und Obmann der Tischlerfachgruppe in Villach.
Er war römisch-katholisch und heiratete am 16. Oktober 1918 Maria Slama (* 13. März 1897; † 17. April 1938). Aus der Ehe ging ein Sohn hervor. Am 30. Dezember 1952 heiratete er in zweiter Ehe Katharina Klammer (* 30. April 1922; † 29. Dezember 1999).

## Politik
Angerer wurde Vizebürgermeister der Stadt Villach und gehörte vom 21. Mai 1927 bis zum 12. Dezember 1930 für den LB dem Kärntner Landtag an. Im Landtag war er Mitglied des Bauausschusses. In der XV. Wahlperiode war er vom 13. Dezember 1930 bis zum 3. Oktober 1934 für den Heimatblock erneut Landtagsabgeordneter und Mitglied des Verfassungs- und Immunitäts- sowie des land- und volkswirtschaftlichen Ausschusses. Daneben war er Mitglied des Schul- und (ab dem 7. März 1934) des Finanzausschusses.
Im Ständestaat war er vom 19. November 1934 bis zum 11. März 1938 als Vertreter des Gewerbes Mitglied im Ständischen Kärntner Landtag. Er war Zweiter Landtagspräsident und Mitglied des Wirtschaftsausschusses.